# Các cuộc chiến tranh Ý
Các cuộc chiến tranh Ý, thường được gọi là Các cuộc chiến tranh Ý vĩ đại hay Các cuộc chiến tranh vĩ đại của Ý và đôi khi là Chiến tranh Habsburg-Valois hay Chiến tranh Phục Hưng, là một loạt các mâu thuẫn từ năm 1494 đến năm 1559 có liên quan, vào những thời điểm khác nhau, phần lớn Các thành bang của Ý, các Lãnh địa Giáo hoàng, Cộng hòa Venice, hầu hết các bang lớn của Tây Âu (Pháp, Tây Ban Nha, Đế chế La Mã, Anh Quốc và Scotland) cũng như Đế quốc Ottoman. Ban đầu nó phát sinh từ các tranh chấp dai dẳng đối với Công quốc Milano và Vương quốc Napoli, cuộc chiến tranh nhanh chóng trở thành một cuộc đấu tranh giành quyền lực và lãnh thổ giữa các thành viên khác nhau của họ, và được đánh dấu bằng một số liên minh gia tăng, liên minh và phản bội.
Sau cuộc chiến ở Lombardy giữa Venice và Milan, kết thúc năm 1454, miền bắc Ý phần lớn đã được hoà bình trong thời trị vì của Cosimo de Medici và Lorenzo de Medici ở Florence, ngoại trừ chiến tranh Ferrara năm 1482, 1484.
Charles VIII của Pháp đã cải thiện quan hệ với các nhà cai trị châu Âu khác trong cuộc Chiến tranh Italia đầu tiên bằng cách đàm phán một loạt các hiệp ước: năm 1493, Pháp đã đàm phán Hiệp ước Senlis với Đế quốc La Mã; Vào ngày 19 tháng 1 năm 1493, Pháp và Hoàng gia Aragon ký Hiệp ước Barcelona; Và sau đó vào năm 1493, Pháp và Anh ký hiệp định Étaples.